# Vîșnivciîk, Peremîșleanî
Vîșnivciîk (în ucraineană Вишнівчик) este localitatea de reședință a comunei Vîșnivciîk din raionul Peremîșleanî, regiunea Liov, Ucraina.

## Demografie
Componența lingvistică a localității Vîșnivciîk
     Ucraineană (100%)
Conform recensământului din 2001, toată populația localității Vîșnivciîk era vorbitoare de ucraineană (100%).